# Ikono.tv
ikono.tv ist ein multinationaler Anbieter seines Programmes als digitaler Spartensender mit dem Programmhauptbestandteil Kunst. Die ikono.tv limited ist im Vereinigten Königreich in Birmingham registriert. Für Deutschland gibt es eine Eintragung im Handelsregister beim Amtsgericht Charlottenburg.
Ikono.tv präsentiert Kunstwerke von der Antike bis zur zeitgenössischen Kunst als visuelle Erzählungen in Bildfolgen ohne zusätzliche Kommentare oder Begleitmusik. Mit den Mitteln der Filmsprache und in Zusammenarbeit mit Kuratoren und Künstlern werden die Pluralität und der Reichtum internationaler Werke gezeigt: Video, Film, Malerei, Zeichnung, Druck, Skulptur, Fotografie oder Architektur.

## Programm
Ikono.tv ist der erste in Deutschland sendende Kanal, der sich ganz dem Thema Kunst verschrieben hat. Das Programm wird bereits heute komplett im HD-Standard ausgestrahlt. Inhaltlich besteht dieses aus einer Aneinanderreihung kurzer Filme, deren Sendedauer zwischen drei und zehn Minuten liegt. Einzelne Clips stellen eine Kompilation verschiedener Ausstellungen und Künstler dar.
Ikono.tv verfügt zusätzlich über einen Projektkanal für gemeinsame Projekte mit Partnern wie der Art Dubai, der Biennale in Venedig, Air France oder dem Format BAUHAUS TV.
Seit Mitte 2010 bietet ikono.tv auch einen Webshop für Downloads von Filmen und exklusiven Designer-Tapeten an.

## Sender

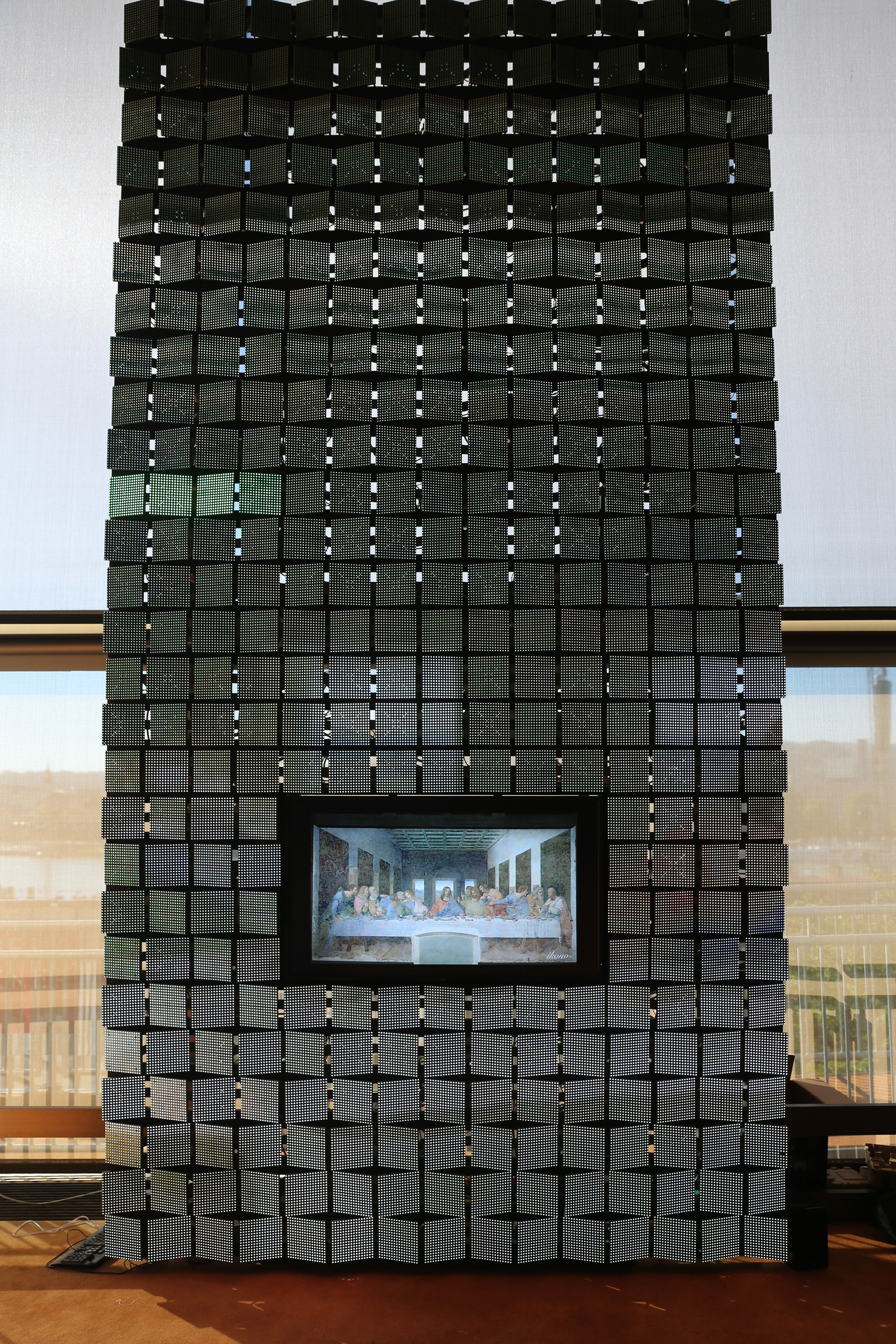
ikono.tv am Ars Electronica Festival 2013

Ikono.tv hatte seinen Sendestart in Deutschland Anfang Juli 2006. Bis Juni 2007 wurde von 22:00 Uhr bis 24:00 Uhr gesendet, zum Teil auf den Frequenzen anderer Sender wie JobTV24 oder als Programmbestandteil, wie bei Anixe HD zu anderen Sendezeiten. Im Mai 2007 hatte der Sender eine technische Reichweite von rund 12 Mio. Haushalten. Dies entspricht etwa 32 Mio. Personen.
Ende 2010 startete ikono.tv auf einem Satelliten von Arabsat (BADR-5, 11785 MHz) den HDTV-Sender ikonomenasa, der ein speziell kuratiertes Programm für die Region rund um das Mittelmeer ausstrahlt. Arabsat hat eine Reichweite von 16,5 Millionen Haushalten von der arabischen Halbinsel über Nordafrika bis in den Süden von Spanien und Portugal. Dazu wird das Signal 2010 von Anbietern in Asien, Europa und Russland eingefangen und in verschiedene Kabelfernsehkanäle eingespeist.
In der Zeit vom 1. Dezember 2011 bis 30. November 2015 war der Sender über die IPTV-Plattform Telekom Entertain empfangbar.
Der Sender ist ein noch recht junges Unternehmen, welches am 6. Juni 2005 durch Elizabeth Markevitch gegründet wurde. Das Unternehmen hat sich das Ziel gesetzt, möglichst viel Kunst kostenfrei zur Verfügung zu stellen.

## Kunstinstitutionen
Es werden unter anderem Werke folgender Künstler und Institutionen gezeigt (Auswahl):
- Arte
- Beyeler Foundation, Schweiz
- Dahesh Museum, USA
- Fabrica, Italien
- George Ortiz Collection, Schweiz
- Greyworld, Großbritannien
- Guggenheim, USA
- Louvre Museum
- MoMA, USA
- Museum Barbier-Müller, Schweiz
- Musée de l’Elysee, Schweiz
- Opificio delle Pietre Dure, Italien
- RMN, Frankreich
- The Bridgeman Art Library, Großbritannien

## Künstler
- Akim Monet, Schweiz,
- Annett Bourquin, Deutschland
- Claude Closky, Frankreich
- David Reed, USA
- Edward Burtynsky, Kanada
- Estate Seydou Keita, Mali
- Hans Hemmert, Deutschland
- Hiroko Tanahashi, Japan
- Jenny Holzer, USA
- Lawrence Beck, USA
- Malekeh Nayiny, Iran
- Michael Najjar, Deutschland
- Ralph Gibson, USA
- Roberto Cabot, Brasilien
- Samuel Fosso, Kamerun
- Santeri Tuori, Finnland
- Shadi Ghadirian, Iran
- Sophie Ristelhueber, Frankreich
- Young Hae Chang, Korea